# Jakov Lukarević (povjesničar)
Jakov Lukarević ((tal.) Giacomo Di Pietro Luccari, Dubrovnik 1551. − 22. svibnja 1615.), hrvatski povjesničar. Bio je dubrovački gradski dužnosnik, diplomat, kroničar i franjevac. 

## Životopis
Jakov Lukarević potječe iz jedne od vodećih dubrovačkih plemićkih obitelji. Najpoznatije njegovo djelo je Copioso ristretto de gli annali di Rausa, Libri Qvattro tiskanoj 1605. godine u Mletcima. U knjizi je između ostaloga do u detalje opisao glasačku proceduru Dubrovačke Republike. Tiskanje djela pomogao je književni mecena Marin Bobaljević, a Lukarević mu je zauzvrat posvetio to djelo.
Bio je članom Velikoga vijeća Dubrovačke Republike od 1571. godine. U diplomaciji je bio poslanik Dubrovačke Republike kod sultana i bosanskoga paše. 1613. izabran je za kneza Dubrovačke Republike.